# Condado de Union (Nova Jérsia)
O Condado de Union (em inglês:  Union County) é um dos 21 condados do estado americano de Nova Jérsia. A sede e maior cidade do condado é Elizabeth. Foi fundado em 1857.
O condado possui uma área de 273 km², dos quais 6 km² estão cobertos por água, uma população de 536 499 habitantes, e uma densidade populacional de 2 014 hab/km² (segundo o censo nacional de 2010).